# Carter Lake

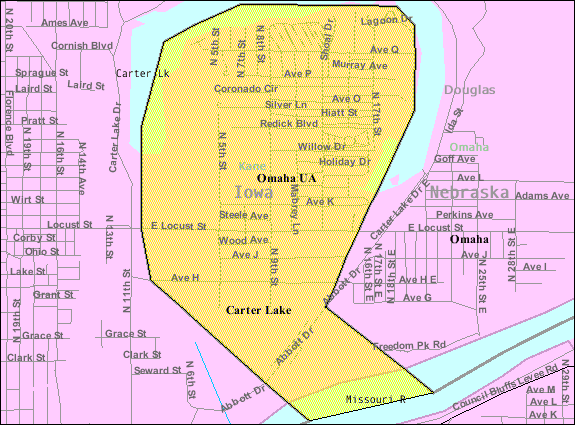
Kaart van Carter Lake (geel)

Carter Lake is een plaats (city) in de Amerikaanse staat Iowa, en valt bestuurlijk gezien onder Pottawattamie County. Het is de enige plaats in Iowa die op de westoever van de Missouri ligt. Dit is het gevolg van een overstroming in 1877, waardoor de loop van de rivier wijzigde. De rivierarm waarin de plaats lag werd een hoefijzermeer, Carter Lake genaamd. Carter Lake ligt tussen de agglomeratie van Omaha (Nebraska) en Eppley Airfield, de luchthaven van Omaha.

## Demografie
Bij de volkstelling in 2000 werd het aantal inwoners vastgesteld op 3248. In 2006 is het aantal inwoners door het United States Census Bureau geschat op 3298, een stijging van 50 (1,5%).

## Geografie
Volgens het United States Census Bureau beslaat de plaats een oppervlakte van 5,2 km², waarvan 4,7 km² land en 0,5 km² water.

## Plaatsen in de nabije omgeving
De onderstaande figuur toont nabijgelegen plaatsen in een straal van 16 km rond Carter Lake.